# Amycus igneus
Amycus igneus är en spindelart som först beskrevs av Perty 1833.  Amycus igneus ingår i släktet Amycus och familjen hoppspindlar. Inga underarter finns listade i Catalogue of Life.